# Souna
La rivière Souna (en russe : Суна ; en finnois : Suunujoki) est un cours d'eau de la république de Carélie, en Russie,,.
La Souna est longue de 280 km et draine un bassin versant de 7 670 km2.
La Souna prend sa source dans le lac Himolanjärvi (fi) et coule jusqu'au golfe de Kondopoga dans le lac Onega.
La largeur de la Souna est d'environ 125 mètres en aval.
La profondeur maximale mesurée dans la rivière est de 13 mètres.

## Galerie

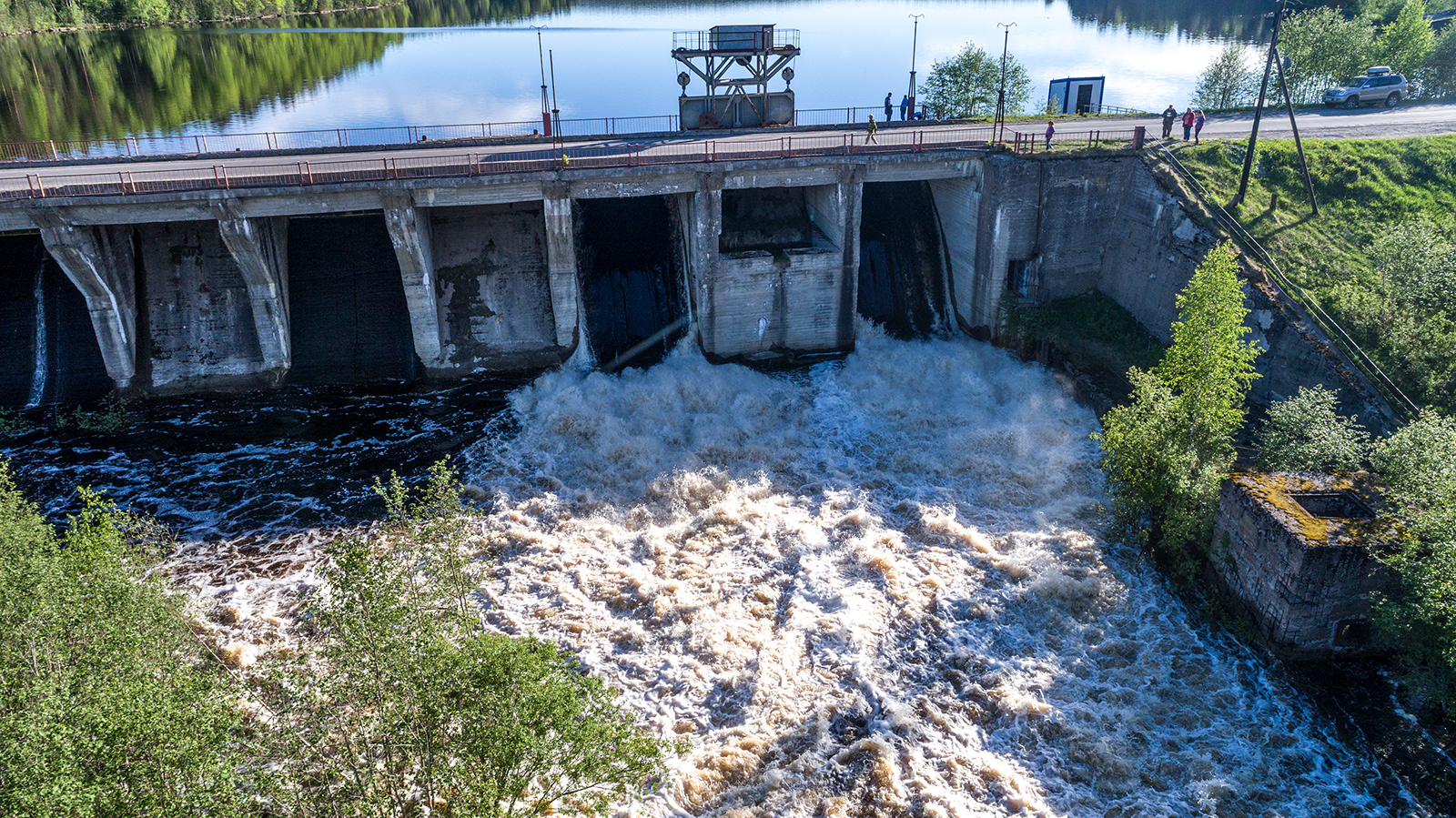
Barrage sur la rivière Souna situé dans la partie sud d'Hirvas.